# Odile Arrighi
Pour les articles homonymes, voir Arrighi.
Odile Arrighi, née le 30 juillet 1923 à Dieppe et morte à Sainte-Geneviève-des-Bois le 20 juillet 2014, est une communiste française, activement engagée dans la Résistance. Arrêtée, elle est déportée à Ravensbrück. À son retour de déportation, elle transmet la mémoire de l'horreur des camps, tout en restant active au sein du Parti communiste français.

## Biographie
Odile, Suzanne, Jeanne Arrighi est née le 30 juillet 1923 à Dieppe. Son père, Odilon Arrighi est un militant communiste. Il sera interné à Voves en 1940. Elle est ouvrière dans le textile. 
Comme son père, elle adhère au Parti communiste en 1939, à l'âge de seize ans. Avant guerre, elle est membre des Jeunesses communistes et devient responsable des Jeunesses communistes du 8e arrondissement de Paris,.
Elle est arrêtée en avril 1940 pour « propagande défaitiste » et détenue à la prison de Fresnes. Elle est libérée par les allemands, avec 400 prisonniers politiques incrédules, le 24 juin peu de temps après leur invasion de Paris. « Messieurs, vous avez défendu la paix. Vous avez lutté pour empêcher que votre pays ne soit entraîné vers la guerre voulue par les capitalistes anglais et les juifs. D'ordre du Führer, vous êtes libres, vous pouvez quitter la prison dès demain. »
Elle s'engage dans la Résistance dès 1940 avec la Jeunesse patriotique de Paris, puis avec l'Organisation spéciale. Très vite, elle occupe des responsabilités dans la région parisienne puis dans l'est de la France. Elle est à nouveau arrêtée à Nancy le 16 novembre 1942 par les policiers de la section anticommuniste de la 15e brigade régionale de police de sûreté, au domicile du résistant Émile Pattiniez. Elle a en sa possession une fausse carte d’identité au nom de Jacqueline Solane, des tracts, des notes et bulletins de bagages qui permettent de reconstituer ses déplacements dans l'est du pays et des tickets d’alimentation. Elle est inculpée de « menées communistes, usage de fausse carte d'identité, infraction à la loi du 17 septembre 1940 pour usage frauduleuse (sic) de tickets d’alimentation ... ». Elle est écrouée à la prison Charles III de Nancy et transférée, le 17 novembre 1942 au quartier allemand de la prison, puis au quartier allemand de la prison de Saint-Quentin. Le  commissaire René Chevalier de la 21e brigade de police judiciaire l’interroge le 3 décembre 1942 et conclut : « Alias Michèle, alias Louisette, alias Jacqueline, elle est responsable interrégionale pour les jeunesses communistes pour le secteur des Ardennes, de l’Aisne, des Vosges et de Meurthe-et-Moselle. S’est rendue coupable de reconstitution de ligue dissoute en recrutant des membres pour les jeunesses communistes clandestines... A la disposition des autorités d’occupation ». 
Elle est internée à Romainville puis déportée le 29 août 1943 à Ravensbrück. Elle est libérée le 1er mai 1945 à Neubrandenburg et rapatriée. Elle retourne dans le 18ème arrondissement de Paris dont son père est le Maire communiste.
Après la guerre, Odile Arrighi assume des responsabilités à la Fédération internationale et démocratique des Femmes, à la Fédération nationale des déportés et internés résistants et patriotes, à l’Amicale de Ravensbrück, à l’Association républicaine des anciens combattants et au sein des Vétérans du PCF. Elle est aussi membre d'honneur du Comité du souvenir.
Elle se marie le 25 juin 1946 à Paris avec Jean Louis David Elleinstein (1927-2002) dont elle se sépare dix ans plus tard. Elle se remarie le 16 mai 1969, à Soustons avec Jean Augustin Emile Roger (1911-1990). Le couple s'installe à Sainte-Geneviève-des-Bois en 1970 où elle est maire-adjoint à la culture en 1977.
Pour transmettre la mémoire de l'horreur nazie et des camps de concentration, elle témoigne dans les écoles du département, organise des voyages d'étude à Auschwitz et publie un livre en 2005, Testament de vie. 
Odile Arrighi décède à Sainte-Geneviève-des-Bois en juillet 2014. Elle est inhumée dans le cimetière russe de la ville. 
« Elle s'était donné une mission, celle de transmettre la mémoire de la Seconde Guerre mondiale et de la barbarie nazie aux jeunes, et de se battre contre le fascisme et le racisme. C'était une femme incroyable, entière, qui ne lâchait rien. (Olivier Leonhardt, maire de Sainte-Geneviève-des-Bois) » 

## Distinctions
- Chevalier de la Légion d'honneur (1989)[10]
- Médaille militaire[source secondaire souhaitée][6]
- Croix de guerre 1939–1945[source secondaire souhaitée][6]
- Chevalier de l'ordre des Palmes académiques (2003)[3]

Une rue de Sainte-Geneviève-des-Bois porte son nom.